# عشق (فیلم ۱۹۹۱)
«عشق» (انگلیسی: Love (1991 film)) فیلمی در ژانر درام و رمانتیک است که در سال ۱۹۹۱ منتشر شد. از بازیگران آن می‌توان به سلمان خان، رواتهی، امجد خان اشاره کرد.